# Islas Talaud
Las islas Talaud (en indonesio: Kepulauan Talaud) son un grupo de islas de Indonesia localizadas en el mar suroeste de Filipinas, al noreste de la islas Sangihe. Tienen sus costas orientales bañadas por el mar de las Molucas. Las islas Talaud son también la región más septentrional de Indonesia Oriental, en la frontera con Dávao del Sur, región de la Filipinas.

## Descripción
Las islas fueron declaradas una regencia de Célebes Septentrional en el año 2000, Kabupaten Kepulauan Talaud, y su capital es Melonguane.
Las islas más grandes del grupo de Talaud son Karakelong, Salibabu, Kaburuang, Karatung, islas Nanusa e islas Miangas. La población era 83.441 persona según el censo de 2010.
Si se agrupan las islas Talau junto con las Sangihe, hay 77 islas en los archipiélagos Talaud-Sangihe, de los cuales 56 están habitadas. La población total de las islas Talaud y Singihe fue de 209.574 en 2010.
La mayoría de la población viven de la agricultura, que incluye cocos, vainilla, nuez moscada y clavo de olor. Numerosos volcanes producen suelo volcánico muy fértil en muchas de las islas.
Tanto Sangihe como Talaud tienen pequeñas pistas de aterrizaje servidas por Merpati Nusantara Airlines una vez por semana.
La región es sacudido periódicamente por grandes terremotos y erupciones volcánicas, ya que la placa del mar de las Molucas se consume en ambas direcciones.
Como la regencia es económicamente pobre, el gobierno central se ha comprometido a construir una carretera de 91 km de longitud con un presupuesto de 14.000 mil millones de rupias. [cita requerida]